# Bruay-la-Buissière
Bruay-la-Buissière – miejscowość i gmina we Francji, w regionie Hauts-de-France, w departamencie Pas-de-Calais. Powstała z połączenia w 1987 gmin Bruay-en-Artois i Labuissière.
Według danych na rok 1990 gminę zamieszkiwało 24 927 osób, a gęstość zaludnienia wynosiła 1525 osób/km² (wśród 1549 gmin regionu Nord-Pas-de-Calais Bruay-la-Buissière plasuje się na 21. miejscu pod względem liczby ludności, natomiast pod względem powierzchni na miejscu 102).
Miasto partnerskie Olkusza.

## Współpraca
Miejscowości partnerskie:
- Fröndenberg/Ruhr, Niemcy
- Kédougou, Senegal
- Merbes-le-Château, Belgia
- Schwerte, Niemcy